# Casa-fàbrica Viladoms
La casa-fàbrica Viladoms és un edifici situat al carrer de la Mare de Déu del Pilar, 26 de Barcelona.

## Història
A finals del segle xviii i principis del xix, el fabricant de teixits de cotó Pau Viladoms era un dels proveïdors de la fàbrica d'indianes de Joan Baptista Cirés (o Sirés), i el 1803 disposava de 18 telers. El 1804, va demanar permís per a reformar la seva casa del carrer d'en Cuch (actualment Mare de Déu del Pilar), segons el projecte del mestre de cases Miquel Perarriera. Aquell mateix any, va adquirir en emfiteusi la casa del carrer de les Carretes, 28-30 al fabricant d'indianes Jeroni Sala, que li devia diners per unes peces de cotó en blanc.
El 1849, el seu fill Isidre Viladoms i Augeret hi figurava com a fabricant de teixits de cotó. El 1857 hi havia la fàbrica d'aprests de Manuel Tastàs, i el 1863 la de la seva vídua.
A finals del segle xix i principis del xx hi havia la fàbrica de teixits de cotó de Pere Homs i Cia, i a mitjans del segle xx la fàbrica de teixits Manufactures Selial i la de coberteria de plata d'A. Castro.

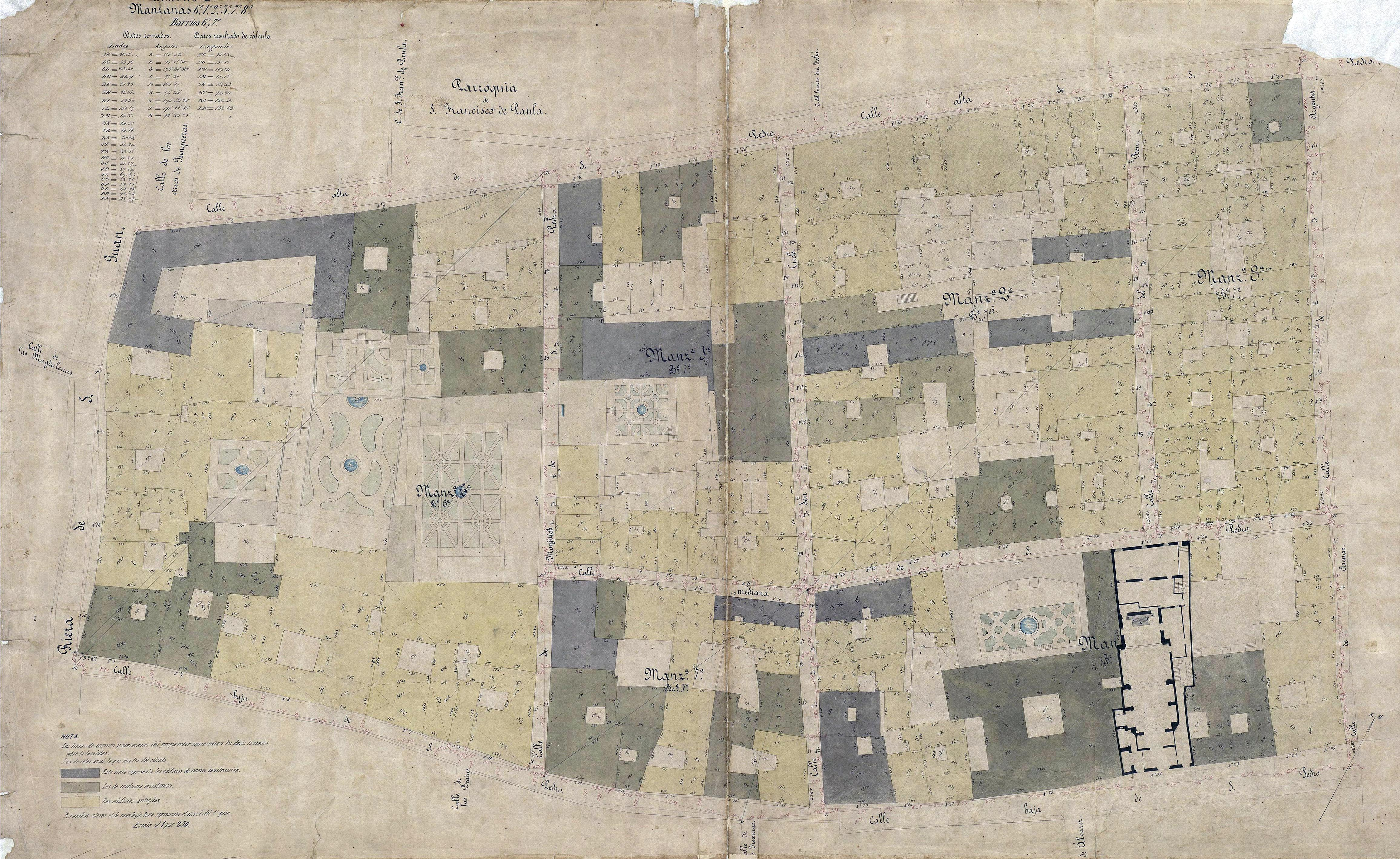
Quarteró núm. 24 de Garriga i Roca (c. 1860)